# Efstratios Perperoglou
Efstratios Perperoglou (griechisch Ευστράτιος Περπέρογλου, * 7. August 1984 in Drama, Griechenland) ist ein ehemaliger griechischer Basketballspieler der bei einer Körpergröße von 2,03 m auf der Position des Small Forward spielte.
Efstratios Perperoglou begann seine Karriere in der Jugendabteilung des griechischen Amateurvereins AO Kavala. Nach einer überragenden Saison bei Ivisko Rhodos schaffte Perperoglou den Sprung in die U18-Nationalmannschaft Griechenlands und erreichte mit dieser 2002 Europameisterschafts-Bronze. Im selben Sommer wechselte er zu Ilisiakos Athen, wo er seinen ersten Profivertrag unterzeichnete. Nach zwei Jahren und der Teilnahme an der U19-Weltmeisterschaft, bei der Perperoglou abermals Bronze gewinnen konnte, wechselte er 2004 in die erste griechische Liga zum Traditionsverein Panionios Athen. Bei Panionios gehörte Perperoglou zur Stammformation und nahm unter anderem am ULEB Cup teil. 2007 wechselte er schließlich für eine Ablösesumme von 700.000 Euro zum Spitzenverein Panathinaikos Athen, wo er bereits in seiner ersten Saison das Double gewinnen konnte.

## Erfolge
- Griechischer Meister: 2008, 2009, 2010, 2011
- Griechischer Pokalsieger: 2008, 2009, 2012
- Türkischer Pokalsieger: 2015
- Spanischer Supercup: 2015
- Serbischer Meister: 2019
- Adriatische Basketballliga: 2019
- EuroLeague: 2009, 2011, 2013
- Intercontinental Cup: 2013
- Bronzemedaille bei der Europameisterschaft: 2009
- Bronzemedaille bei der U18-Europameisterschaft: 2002
- Bronzemedaille der der U19-Weltmeisterschaft: 2003

## Auszeichnungen
- Teilnahmen am griechischen All Star Game: 2008, 2009, 2011, 2014
- Teilnahme an Weltmeisterschaften: 2010
- Teilnahmen an Europameisterschaften: 2009, 2013, 2015